# Ctenicera
Ctenicera es un género de escarabajos de la familia Elateridae.

## Especies
- Ctenicera africanus (Schwarz, 1905)
- Ctenicera agriotoides (Sharp, 1877)
- Ctenicera angusticollis (Mannerheim, 1843)
- Ctenicera anthrax (LeConte, 1861)
- Ctenicera antipodum (Candèze, 1863)
- Ctenicera aphrodite Szombathy, 1910
- Ctenicera aplastoides (Van Dyke, 1932)
- Ctenicera appalachia (Van Dyke, 1932)
- Ctenicera appressa (Randall, 1838)
- Ctenicera approximans Broun, 1912
- Ctenicera arata (LeConte, 1853)
- Ctenicera atlas (Van Dyke, 1932)
- Ctenicera atropurpurea (Melsheimer, 1845)
- Ctenicera barri Lane, 1965
- Ctenicera blaisdelli (Van Dyke, 1932)
- Ctenicera bonomii Binaghi, 1940
- Ctenicera bosnica (Apfelbeck, 1894)
- Ctenicera breweri (Horn, 1871)
- Ctenicera canaliculata Fairmaire, 1885
- Ctenicera canaliculatus (Broun, 1893)
- Ctenicera candida (Brown, 1936)
- Ctenicera castaneus (Linnaeus, 1758)
- Ctenicera captiosa (Brown, 1939)
- Ctenicera comes (Brown, 1939)
- Ctenicera coniungens (LeConte, 1853)
- Ctenicera copei (Horn, 1871)
- Ctenicera cuprea (Fabricius, 1775)
- Ctenicera currax Van Zwaluwenburg, 1963
- Ctenicera cylindriformis (Herbst, 1806)
- Ctenicera divaricata (LeConte, 1853)
- Ctenicera diversicolor (Eschscholtz, 1829)
- Ctenicera doderoi Binaghi, 1940
- Ctenicera dolorosa (Van Dyke, 1932)
- Ctenicera dorothyae Knull, 1959
- Ctenicera dubius (Sharp, 1877)
- Ctenicera elegans (Candèze, 1882)
- Ctenicera elongaticollis (Hamilton, 1893)
- Ctenicera euprepes (Zhang Junfeng, 1994)
- Ctenicera exclamationis (Fall, 1910)
- Ctenicera exilis (Notman, 1920)
- Ctenicera falsifica (LeConte, 1853)
- Ctenicera floridana (Candèze, 1889)
- Ctenicera fulvescens Broun, 1912
- Ctenicera fulvipes (Bland, 1863)
- Ctenicera furtiva (LeConte, 1853)
- Ctenicera gibsoni Lane, 1965
- Ctenicera heyeri (Saxesen, 1838)
- Ctenicera horni (Schwarz, 1907)
- Ctenicera humboldti (Van Dyke, 1932)
- Ctenicera idahoensis (Knull, 1958)
- Ctenicera ihoracicus (Fleutiaux, 1918)
- Ctenicera imitans (Brown, 1935)
- Ctenicera indentata Punam & Saini, 1996
- Ctenicera insidiosa (LeConte, 1853)
- Ctenicera irregularis (Sharp, 1886)
- Ctenicera kaweana (Fall, 1937)
- Ctenicera kendalli (Kirby, 1837)
- Ctenicera kiesenwetteri (C. N. F. Brisout de Barneville, 1866)
- Ctenicera kiesenwetteri (Gistel, 1857)
- Ctenicera knulli Becker, 1961
- Ctenicera lanei Becker, 1949
- Ctenicera laricis (Brown, 1939)
- Ctenicera leucaspis (Germar, 1843)
- Ctenicera limoniiformis (Horn, 1871)
- Ctenicera linearis (Fall, 1910)
- Ctenicera macer (Fall, 1910)
- Ctenicera magnicollis (Fleutiaux, 1918)
- Ctenicera manisi Lane, 1965
- Ctenicera megops (White, 1874)
- Ctenicera melsheimeri Becker, 1961
- Ctenicera mendax (LeConte, 1853)
- Ctenicera mertoni Knull, 1959
- Ctenicera mimica Becker, 1961
- Ctenicera misellus (Boheman, 1851)
- Ctenicera moerens (LeConte, 1866)
- Ctenicera montana Vats & Chauhan, 1992
- Ctenicera mundus (Sharp, 1886)
- Ctenicera munroi (Broun, 1893)
- Ctenicera nigricans (Fall, 1910)
- Ctenicera nunenmacheri (Van Dyke, 1932)
- Ctenicera obscura (LeConte, 1853)
- Ctenicera olivascens (White, 1874)
- Ctenicera opacula (LeConte, 1866)
- Ctenicera patricia (Van Dyke, 1932)
- Ctenicera pectinicornis (Linnaeus, 1758)
- Ctenicera philippii Fleutiaux, 1901
- Ctenicera planula (LeConte, 1878)
- Ctenicera praeses (Candèze, 1865)
- Ctenicera protracta (LeConte, 1859)
- Ctenicera pyrrhos (Herbst, 1806)
- Ctenicera rainieri (Van Dyke, 1932)
- Ctenicera resplendens (Eschscholtz, 1829)
- Ctenicera rugosus (Fleutiaux, 1918)
- Ctenicera rupestris (Germar, 1843)
- Ctenicera sagitticollis (Eschscholtz, 1829)
- Ctenicera schneebergi (Roubal, 1932)
- Ctenicera shastensis (Van Dyke, 1932)
- Ctenicera sierrae (Van Dyke, 1943)
- Ctenicera signaticollis (Melsheimer, 1845)
- Ctenicera silvatica (Van Dyke, 1932)
- Ctenicera sincerus (Zhang Junfeng, 1994)
- Ctenicera sternalis Broun, 1912
- Ctenicera strangulatus (White, 1874)
- Ctenicera subnitidus (Fleutiaux, 1918)
- Ctenicera subnivosus Vats & Chauhan, 1992
- Ctenicera tahoensis (Van Dyke, 1932)
- Ctenicera tarsalis (Melsheimer, 1844)
- Ctenicera tenellus (Van Dyke, 1932)
- Ctenicera truculenta (Candèze, 1889)
- Ctenicera uliginosa (Van Dyke, 1932)
- Ctenicera umbripennis (LeConte, 1857)
- Ctenicera varius (Brown, 1935)
- Ctenicera vernalis (Hentz, 1827)
- Ctenicera virens (Schrank, 1781)
- Ctenicera vitticollis Broun, 1912
- Ctenicera watsoni (Brown, 1936)
- Ctenicera weidtii (Angell, 1892)
- Ctenicera xanthoma (Horn, 1871)